# The Rental
The Rental är en amerikansk skräckfilm, som hade premiär i bland annat Sverige och USA den 24 juli 2020. Filmen är både producerad och regisserad av Dave Franco, från ett manus skrivet av honom och Joe Swanberg, och bygger på en originalberättelse skriven av de båda männen, tillsammans med Mike Demski. I huvudrollerna syns Dan Stevens, Alison Brie, Sheila Vand, Jeremy Allen White, och Toby Huss.

## Handling
Filmens handling kretsar kring det gifta paret Charlie och Michelle, samt Charlies lillebror Josh och hans flickvän (tillika Charlies affärspartner) Mina, som hyr ett avlägset hus vid Oregons kust för att komma iväg på en weekend hemifrån. I detta hus känner de att de inte är ensamma, de misstänker att någon eller något övervakar dem, vilket verkar leda till deras hyresvärd Taylor.

## Rollista
| Dan Stevens        | – Charlie  |
| Alison Brie        | – Michelle |
| Sheila Vand        | – Mina     |
| Jeremy Allen White | – Josh     |
| Toby Huss          | – Taylor   |